# Phthonosema invenustaria
Phthonosema invenustaria là một loài bướm đêm trong họ Geometridae.